# Federação de Futebol do Camboja
A Federação de Futebol do Camboja (em inglês:  Football Federation of Cambodia, FFC) é o órgão dirigente do futebol do Camboja, responsável pela organização dos campeonatos disputados no país, bem como as partidas da seleção nacional. Foi fundada em 1933 e é filiada à Federação Internacional de Futebol (FIFA) e à Confederação Asiática de Futebol (AFC) desde 1954. O presidente atual da entidade é Sokha Sao.